# شريك (شخصية)
شريك هو شخصية خيالية من ابتكار وليام شتيج.شريك هو بطل رواية شريك! وسلسلة أفلام شريك.في يونيو 2010 صنفته مجلة إنترتينمنت ويكلي في المرتبة ال15 ضمن قائمتها لأفضل 100 شخصية خلال ال20 عام الماضية.